# I See the Rain
"I See the Rain" is een nummer van de Schotse band The Marmalade. Het verscheen op hun debuutalbum There's a Lot of It About uit 1968. Op 25 augustus 1967 werd het uitgebracht als de eerste single van het album.

## Achtergrond
"I See the Rain" is geschreven door gitarist Junior Campbell en zanger Dean Ford en geproduceerd door Mike Smith. Het is de derde single van de band na de naamswijziging van Dean Ford and the Gaylords naar The Marmalade en verscheen een jaar voor de eerste wereldwijde hit van de band. De opname, waar The Hollies-lid Graham Nash aan meewerkte, werd door Jimi Hendrix "de beste van 1967" genoemd.
"I See the Rain" werd enkel een hit in Nederland, waar het tot plaats 23 in de Top 40 kwam. Een cover door de Canadese band The Great Flood kwam in 1968 in hun thuisland tot plaats 83 in de hitlijsten. Andere versies zijn afkomstig van onder meer Susanna Hoffs en Matthew Sweet. In 2002 werd de originele versie gebruikt in een commercial van detailhandelaar Gap.

## Hitnoteringen

### Nederlandse Top 40
| Hitnotering: 16-12-1967 t/m 13-01-1968 | Hitnotering: 16-12-1967 t/m 13-01-1968 | Hitnotering: 16-12-1967 t/m 13-01-1968 | Hitnotering: 16-12-1967 t/m 13-01-1968 | Hitnotering: 16-12-1967 t/m 13-01-1968 | Hitnotering: 16-12-1967 t/m 13-01-1968 | Hitnotering: 16-12-1967 t/m 13-01-1968 |
| Week                                   | 1                                      | 2                                      | 3                                      | 4                                      | 5                                      |                                        |
| -------------------------------------- | -------------------------------------- | -------------------------------------- | -------------------------------------- | -------------------------------------- | -------------------------------------- | -------------------------------------- |
| Nummer                                 | 33                                     | 26                                     | 23                                     | 26                                     | 30                                     | uit                                    |

### NPO Radio 2 Top 2000
I See the Rain stond alleen in 2000 in de NPO Radio 2 Top 2000, op plek 1437.